# Душищево
Душищево — деревня в Сергиево-Посадском районе Московской области России, входит в состав сельского поселения Березняковское.

## Население
| 1859 | 1895 | 1905 | 1926 | 2002 | 2006 | 2010 |
| ---- | ---- | ---- | ---- | ---- | ---- | ---- |
| 166  | ↗285 | ↗299 | ↗351 | ↘11  | ↘9   | ↗24  |

## География
Деревня Душищево расположена на севере Московской области, в восточной части Сергиево-Посадского района, примерно в 71 км к северу от Московской кольцевой автодороги и 18,5 км к северо-востоку от станции Сергиев Посад Ярославского направления Московской железной дороги, по правому берегу впадающей в Дубну реки Рассоловки.
В 1 км восточнее деревни проходит Ярославское шоссе М8, в 11 км юго-западнее — Московское большое кольцо А108. Ближайший сельский населённый пункт — посёлок Зелёная Дубрава.
К деревне приписано два садоводческих товарищества (СНТ).
Связана автобусным сообщением с районным центром — городом Сергиевым Посадом (маршруты № 27 и 118).

## История
В «Списке населённых мест» 1862 года Душищи — казённая деревня 2-го стана Александровского уезда Владимирской губернии по правую сторону Ярославского шоссе от границы Дмитровского уезда к Переяславскому, в 25 верстах от уездного города и 27 верстах от становой квартиры, при речке Осиновке, с 29 дворами и 166 жителями (79 мужчин, 87 женщин).
По данным на 1895 год — деревня Рогачёвской волости Александровского уезда с 285 жителями (130 мужчин, 155 женщин). Основным промыслом населения являлось хлебопашество, в зимнее время женщины и подростки занимались размоткой шёлка и клеением гильз, 16 человек уезжали в качестве фабричных рабочих и чернорабочих на отхожий промысел в Москву и Сергиевский посад.
По материалам Всесоюзной переписи населения 1926 года — центр Душищевского сельсовета Рогачёвской волости Сергиевского уезда Московской губернии в 2,3 км от Ярославского шоссе и 22,4 км от станции Сергиево Северной железной дороги; проживал 351 человек (166 мужчин, 185 женщин), насчитывалось 64 хозяйства (62 крестьянских).
С 1929 года — населённый пункт Московской области в составе:
- Душищевского сельсовета Сергиевского района (1929—1930)[14],
- Душищевского сельсовета Загорского района (1930—1954)[15],
- Бужаниновского сельсовета Загорского района (1954—1959)[16],
- Наугольновского сельсовета Загорского района (1959—1963, 1965—1991)[16][17],
- Наугольновского сельсовета Мытищинского укрупнённого сельского района (1963—1965)[16],
- Наугольновского сельсовета Сергиево-Посадского района (1991—1994)[17],
- Наугольновского сельского округа Сергиево-Посадского района (1994—2006)[18],
- сельского поселения Березняковское Сергиево-Посадского района (2006 — н. в.)[19][20].